# Polydesmus bureschi
Polydesmus bureschi är en mångfotingart som beskrevs av Karl Wilhelm Verhoeff 1928. Polydesmus bureschi ingår i släktet Polydesmus och familjen plattdubbelfotingar. Inga underarter finns listade i Catalogue of Life.